# میبل (خواننده)
میبل آلاباما پرل مک‌وی (به انگلیسی: Mabel Alabama-Pearl McVey؛ زادهٔ ۱۹ فوریهٔ ۱۹۹۶) خواننده-ترانه‌پرداز انگلیسی می‌باشد.
میبل کار حرفه ای خود در سال ۲۰۱۵ با اولین تک آهنگ خود با عنوان «یابنده صاحبه» مرا بهتر بشناس آغاز کرد در سال ۲۰۱۷ میبل به موفقیت بی‌نظیری در مسابقه انتخابی خواننده های محبوب با تک آهنگ خود «یابنده صاحبه» در شماره ۸ جدول قرار گرفت.
وی در همان سال اولین قطعه آهنگ طولانی خود با عنوان «اتاق خواب» و آهنگ میکس شده با عنوان از پیچک تا رزها را منتشر نمود. اولین آلبوم استادیویی وی با نام توقع‌های زیادی در ۱۱ مرداد ۱۳۹۸ منتشر شد و در جدول آلبوم های انگلستان در شماره ۳ قرار گرفت. در سال ۲۰۱۸ تک اهنگی با جکس جونز خواند با نام رینگ رینگ که از این اهنگ به عنوان بهترین آهنگ او یاد می‌شود.